# 伞花卷瓣兰
伞花卷瓣兰（学名：Bulbophyllum umbellatum）为兰科石豆兰属下的一个种。

## 扩展阅读
- 維基物種上的相關：伞花卷瓣兰